# Naturdenkmal Spezialfaltung südsüdwestlich Hövel

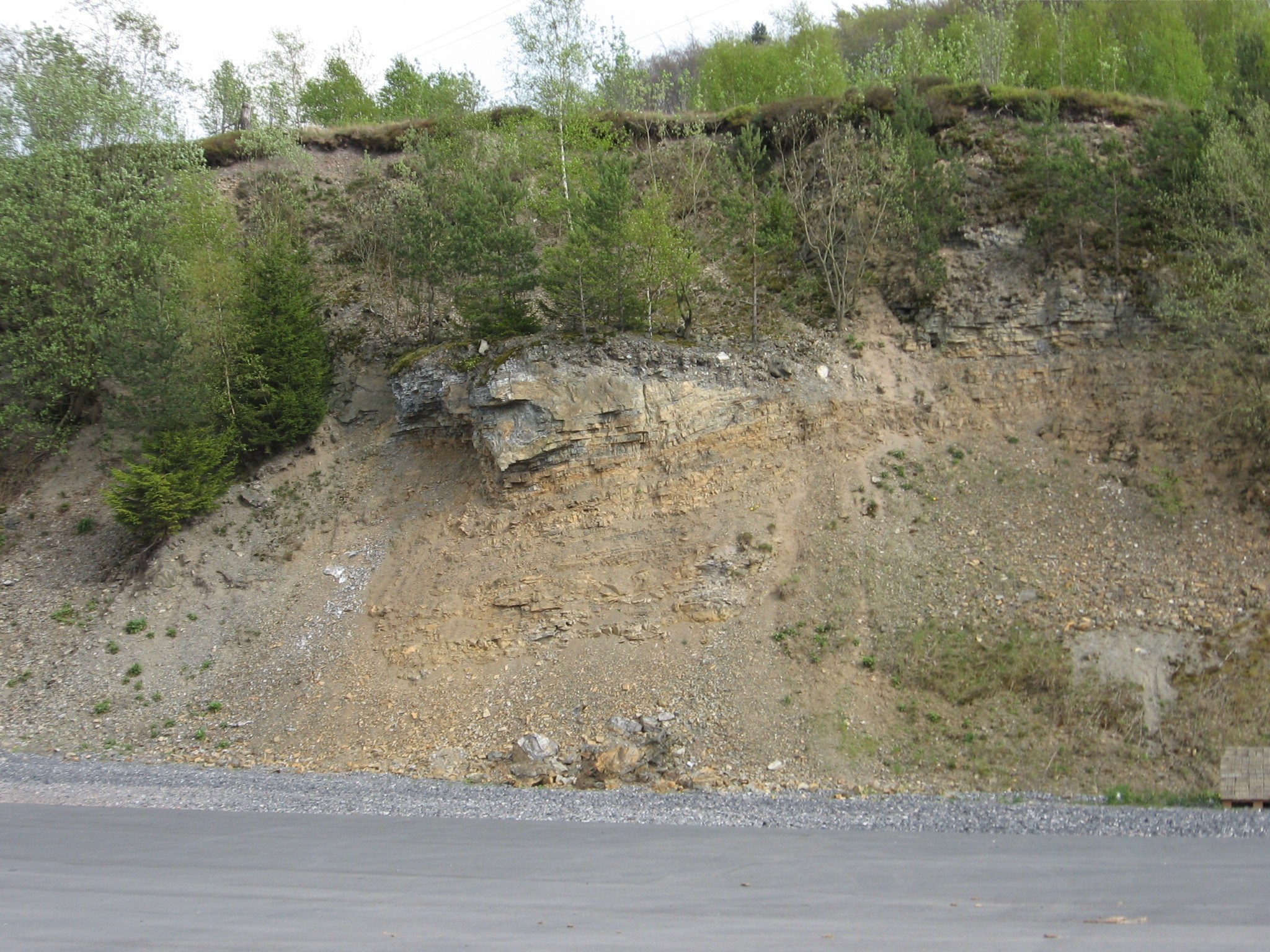
Teilansicht des Naturdenkmals 2014

Das Naturdenkmal Spezialfaltung südsüdwestlich Hövel mit einer Größe von 0,2 ha liegt am südwestlichen Dorfrand von Hövel im Stadtgebiet von Sundern (Sauerland). Das Gebiet wurde 1993 mit dem Landschaftsplan Sundern durch den Hochsauerlandkreis als Naturdenkmal ausgewiesen. Es handelt sich um einen ehemaligen Steinbruch.

## Objektbeschreibung
Die Steinbruchwand besteht aus Knollenkalken aus dem Oberdevon und aus Kieselschiefer aus dem Unterkarbon. Die Gesteinsschichten sind in einer Spezialfaltung sichtbar. Die Steinbruchwand befindet sich auf dem Betriebsgelände des Hönnetaler Kettenwerks. Die Felswand ist von der Landstraße zwischen Hövel und Balve aus sichtbar. Der untere Rand der Felswand war zum Zeitpunkt der Schutzausweisung durch Ablagerung von Müll und Erdreich beeinträchtigt.
Bei der Schutzausweisung wurden zwei Gebote festgelegt. Zum einen sollten die Ablagerungen von Müll und Erdboden beseitigt werden. Zum zweiten sollten Gehölze vor der Felswand in einem Turnus von 10 bis 12 Jahren entfernt werden um die Felswand sichtbar zu halten.